# Melanitis pyrrha
Melanitis pyrrha är en fjärilsart som beskrevs av Johannes Karl Max Röber 1887. Melanitis pyrrha ingår i släktet Melanitis och familjen praktfjärilar. Inga underarter finns listade i Catalogue of Life.